# Glenn Quinn
Pour les articles homonymes, voir Quinn.
 (avril 2025).
Si vous disposez d'ouvrages ou d'articles de référence ou si vous connaissez des sites web de qualité traitant du thème abordé ici, merci de compléter l'article en donnant les références utiles à sa vérifiabilité et en les liant à la section « Notes et références ».
Glenn Martin Christopher Francis Quinn, dit Glenn Quinn, né le 28 mai 1970 à Cabinteely, près de Dublin, en (Irlande), et mort le 3 décembre 2002 à Los Angeles, en Californie, aux (États-Unis), est un acteur irlando-américain.

## Biographie

### Jeunesse & débuts
Glenn Martin Christopher Francis Quinn naît le 28 mai 1970 à Cabinteely, près de Dublin, en Irlande, est un acteur irlandais. Il a déménagé aux États-Unis avec sa mère et ses deux sœurs en 1988.

### Carrière
Son premier rôle était dans la vidéo Satisfied de Richard Marx. Plus tard, il a eu un rôle important dans le film Un cri du cœur avec John Travolta (1991), où il a embrassé Gwyneth Paltrow. Il a continué à avoir d'autres rôles dans beaucoup d'autres films et téléséries.
Ses rôles plus notables ont été comme Mark Healy, le mari de Becky dans Roseanne (1988-1997), et le moitié-démon Allen Francis Doyle dans Angel du WB (1999) pour les 9 premiers épisodes de la première saison.
Le personnage de Mark Healy était censé être dans un seul épisode  de Roseanne dans la saison 3, mais il est devenu un personnage régulier dans la série pendant 7 années (saison 3 à 9).
Glenn Quinn était copropriétaire du nightclub "Goldfinger" situé à Los Angeles, en Californie.
Le personnage de Doyle était le premier rôle qui lui a permis de parler avec son accent irlandais.
Il aimait voyager, jouer au football, faire du sport motorisé, jouer de la batterie et de la guitare, la cuisine indienne.
Glenn était l'ami de David Boreanaz et Christian Kane, qui ont joué avec lui dans Angel. Les deux se rappellent aujourd'hui de leur difficile saison 5.
Même s'il n'a joué que dans 9 épisodes, il était l'un des personnages les plus aimés de la série Angel. Il est vu dans la série à titre posthume.
L'acteur Michael Fishman, qui jouait le fils D.J. Conner dans Roseanne, a créé un fonds commémoratif en son honneur.

### Mort
Glenn Quinn est mort à l'âge de 32 ans, d'un surdosage d'héroïne, le 3 décembre 2002 à Los Angeles, Californie, aux (États-Unis).

## Filmographie

### Cinéma
- 1991 : Un cri du cœur (Shout) de  Jeffrey Hornaday : Alan
- 1992 : Dr. Rictus (Dr. Giggles) : Max Anderson
- 1995 : Live Nude Girls : Randy
- 1997 : Petits cauchemars entre amis ou Mort de peur (Campfire Tales) : Scott Anderson (Film a 3 histoires d'horreur)
- 1998 : Some Girl de Rory Kelly : Jeff
- 2002 : R.S.V.P. : Prof. Hal Evans, phd.

### Télévision
- 1990 : Beverly Hills 90210 (Beverly Hills, 90210)
- 1990 : Bagdad Café : Johnny
- 1990 : Les vertiges de la gloire (en) (Call Me Anna) : George Chakiris
- 1990 : Silhouette : Darren Lauder
- 1992 : Covington Cross : Cedric Grey
- 1997 : Roseanne : Mark Healy
- 1999 : Jesse : Sean
- 1999 : Angel : Allen Francis Doyle
- 2000 : At Any Cost : Ben

### Jeux vidéo
- 1996 : X-Wing vs Tie Fighter (Voix)
- 1997 : Outlaws : Rattlesnake' Dick Farmer (Voix)
- 1997 : The Curse of Monkey Island : Pirate 5 (Voix)
- 1997 : South Park (Voix)

## Voix françaises

### En France
- Philippe Vincent dans Un cri du cœur (1989)
- Lionel Melet dans Dr. Rictus (1995)